# スターホールディングス
スターホールディングス株式会社（英: STAR HOLDINGS CO., LTD.）は、福岡県福岡市早良区に本社を置く持株会社。

## 概要
2004年（平成16年）12月1日にスターフューチャーズ証券（後のスター為替証券）の株式移転により発足。金融持株会社であったが、連結決算では持株会社設立後9期連続で純損失を計上するなど経営不振が継続。近年は金融事業を大幅に縮小し、2013年にはスター為替証券の金融商品取引業を廃止。主たる事業を太陽光発電システム関連などの再生エネルギー・環境事業に転換している。なお、グリーンインベスト株式会社では自己ディーリング事業を行っている。

## 沿革
- 1970年（昭和45年）12月 - 愛知県名古屋市中区に双葉商事株式会社を設立。
- 1971年（昭和46年）4月 - 福岡県福岡市上川端町に本社を移転。
- 1985年（昭和60年）9月 - 東京メディクス株式会社に商号変更。
- 1995年（平成7年）
  - 2月 - 福岡県福岡市博多区博多駅東に本社を移転。
  - 5月 - 国際トレーディング株式会社に商号変更。
- 1999年（平成11年）
  - 8月 - スターフューチャーズ証券株式会社に商号変更。
  - 12月 - 福岡証券取引所に株式上場。
- 2000年（平成12年）12月 - ナスダックジャパンに株式上場。
- 2003年（平成15年）12月 - 伊藤忠フューチャーズを子会社化し、スターアセット株式会社に商号変更。
- 2004年（平成16年）
  - 1月 - マイルストン・アセットマネジメント株式会社に出資。
  - 8月 - スターインベスト株式会社（現・グリーンインベスト）を設立。
  - 12月1日 - スターフューチャーズ証券の株式移転によりスターホールディングス株式会社を設立。同時に大阪証券取引所ヘラクレス（現・JASDAQ）及び福岡証券取引所に株式上場。
- 2005年（平成17年）
  - 10月 - スターフューチャーズ証券とスターアセットが合併し、スターアセット証券株式会社となる。
  - 11月 - 株式会社星河および陽光株式会社との合弁によりスリースターインベストメント株式会社を設立。
- 2007年（平成19年）
  - 4月 - スター為替株式会社を設立。
  - 7月 - カーボンニュートラル株式会社（現・グリーン環境）を設立。
- 2008年（平成20年）
  - 1月 - マイルストンアセットマネジメントの保有全株式を譲渡。
  - 12月 - スリースターインベストメントの保有全株式を譲渡。
- 2009年（平成21年）10月 - 子会社のスターアセット証券とスター為替が合併し、スター為替証券株式会社に商号変更。
- 2010年（平成22年）3月 - スター為替証券が商品取引の受託業務を廃止、対顧客の証券取引業務を終了。
- 2012年（平成24年）- スター為替証券が店頭為替証拠金取引・取引所為替証拠金取引・取引所株価指数証拠金取引にかかる事業を事業譲渡。
- 2013年（平成25年）11月 - スター為替証券が金融商品取引業を廃止[1]。日本エネ製作株式会社に商号変更し、再生エネルギー・環境事業に転換[2]。
- 2014年（平成26年）8月 - グリーン環境の全株式を譲渡[3]。
- 2015年（平成27年）
  - 2月 - マネジメント・バイアウトの実施を発表。
  - 6月 - JASDAQおよび福岡証券取引所の上場廃止。

## 傘下企業
- 日本エネ製作株式会社
- グリーンインベスト株式会社